# Личный ассистент покупок
Личный ассистент покупок, или персональный шоппер (от англ. personal shopper) — персональный помощник, консультант, имеющий как правило образование дизайнера, стилиста, закройщика и нанятый агентством, частным лицом или торгующей организацией для персонального обслуживания клиентов. 

## Суть
Сопровождает покупателя по магазинам и даёт профессиональные рекомендации по выбору покупок. Наиболее распространённое направление работы — мода и стиль. Стилисты и имидж-дизайнеры помогают с выбором одежды и аксессуаров. Однако, в последнее время в Западной Европе все чаще появляются персональные шопперы, специализирующиеся на мебели, антиквариате, броканте (блошиные рынки) и так далее.
Как правило, выделяют независимых персональных шопперов и нанятых непосредственно крупными магазинами. Независимые персональные шопперы работают на себя или на агентство, и их услуги оплачивает клиент, который их нанял. Услуги персонального шоппера в магазине полностью или частично оплачиваются магазином, в котором они работают. 
Спрос на такого рода услугу класса люкс естественно существует в крупных мировых мегаполисах, в частности в Москве. Личные ассистенты часто составляют одиноким покупателям хорошую компанию (их коммуникативные качества очень ценятся), и, конечно, помогают ориентироваться в мире моды. Как правило устанавливается минимальная сумма покупки (от 10 000 рублей, в большинстве агентств от 30 000 и даже от 70 000). Ассистент получает в результате 5–10 % комиссионных.
Работа независимого персонального шоппера состоит в анализе потребностей клиента, разработке маршрута похода по магазинам с учетом бюджета клиента, наличия необходимых моделей и размеров одежды и обуви. Задача профессионального персонального шоппера — помочь клиенту выбрать вещи, отвечающие запросам клиента, в гармонии с его стилем и морфологией, сэкономив при этом время клиента.
Особенной популярностью у россиян пользуются услуги персональных шопперов в Париже, Милане, Лондоне.